# Saverdun
Saverdun is een gemeente in het Franse departement Ariège (regio Occitanie). De gemeente telde 4.808 inwoners op 1 januari 2022. De plaats maakt deel uit van het arrondissement Pamiers.

## Geschiedenis
De plaats ontstond in de loop van de 10e eeuw rond enkele kerkelijke eigendommen. Later liet de graaf van Foix een kasteel bouwen in Saverdun en er kwam ook een hospitaal. Saverdun was een ommuurde stad die in de loop van de 14e eeuw privilegies kreeg, waaronder het recht om consuls te verkiezen. Jacques Fournier, de latere paus Benedictus XII, werd in 1285 geboren in een boerderij in Canté bij Saverdun. Het katharisme en enkele eeuwen later het calvinisme vonden een vruchtbare bodem in de streek van Saverdun. De stad had erg te lijden onder de Albigenzische Kruistochten en later onder de Hugenotenoorlogen. In de 17e eeuw werd het kasteel van Saverdun grotendeels afgebroken.

## Geografie
De oppervlakte van Saverdun bedroeg op 1 januari 2022 61,47 vierkante kilometer; de bevolkingsdichtheid was toen 78,2 inwoners per km². De Ariège stroomt door de gemeente.
De onderstaande kaart toont de ligging van Saverdun met de belangrijkste infrastructuur en aangrenzende gemeenten.

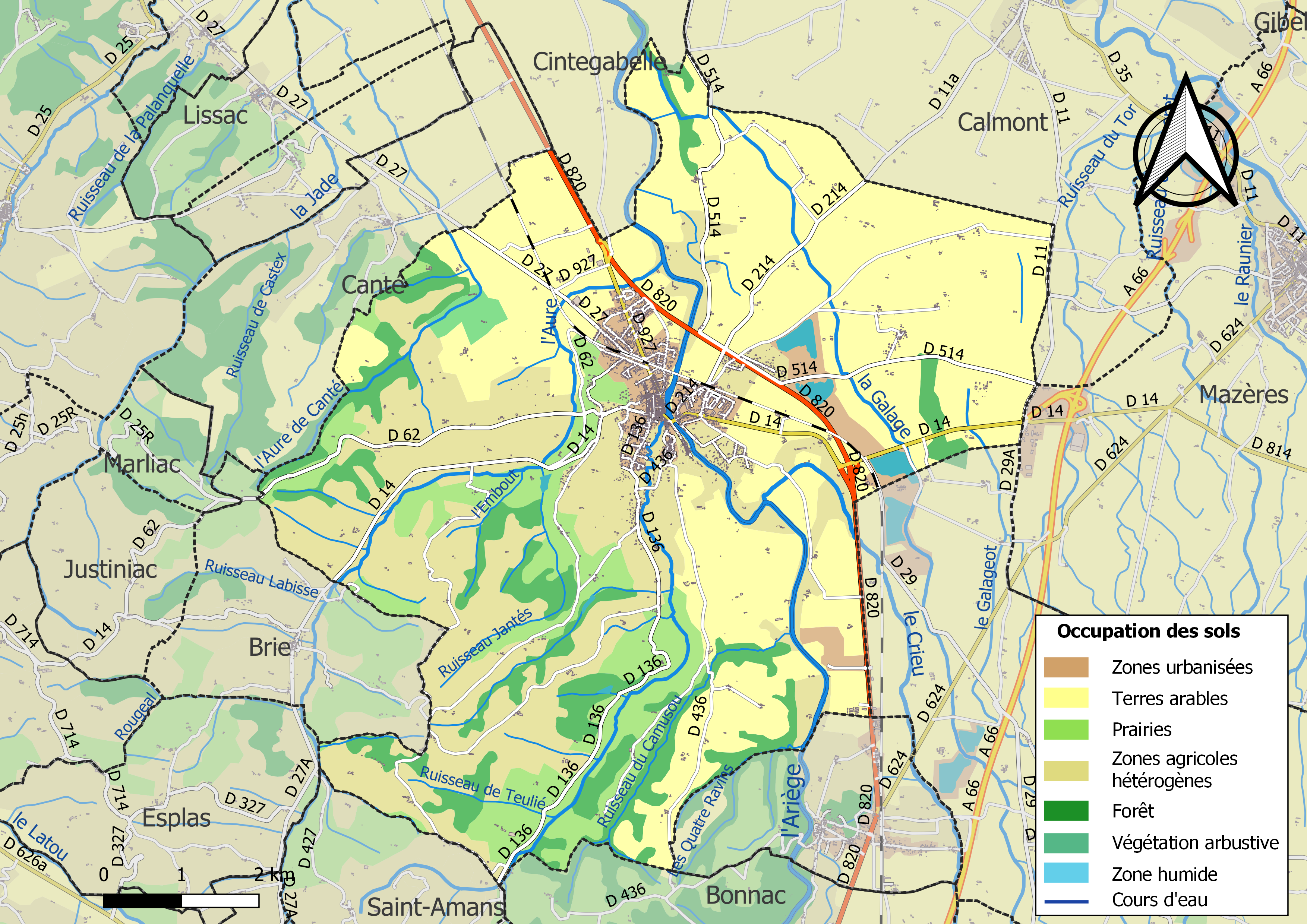

## Verkeer en vervoer
In de gemeente ligt spoorwegstation Saverdun.

## Demografie
Onderstaande figuur toont het verloop van het inwonertal (bron: INSEE-tellingen).

Vanwege een beveiligingsprobleem met de MediaWiki Graph-software is het momenteel niet mogelijk deze grafiek weer te geven. Zodra de software is bijgewerkt zal de grafiek vanzelf weer zichtbaar worden.

## Bezienswaardigheden

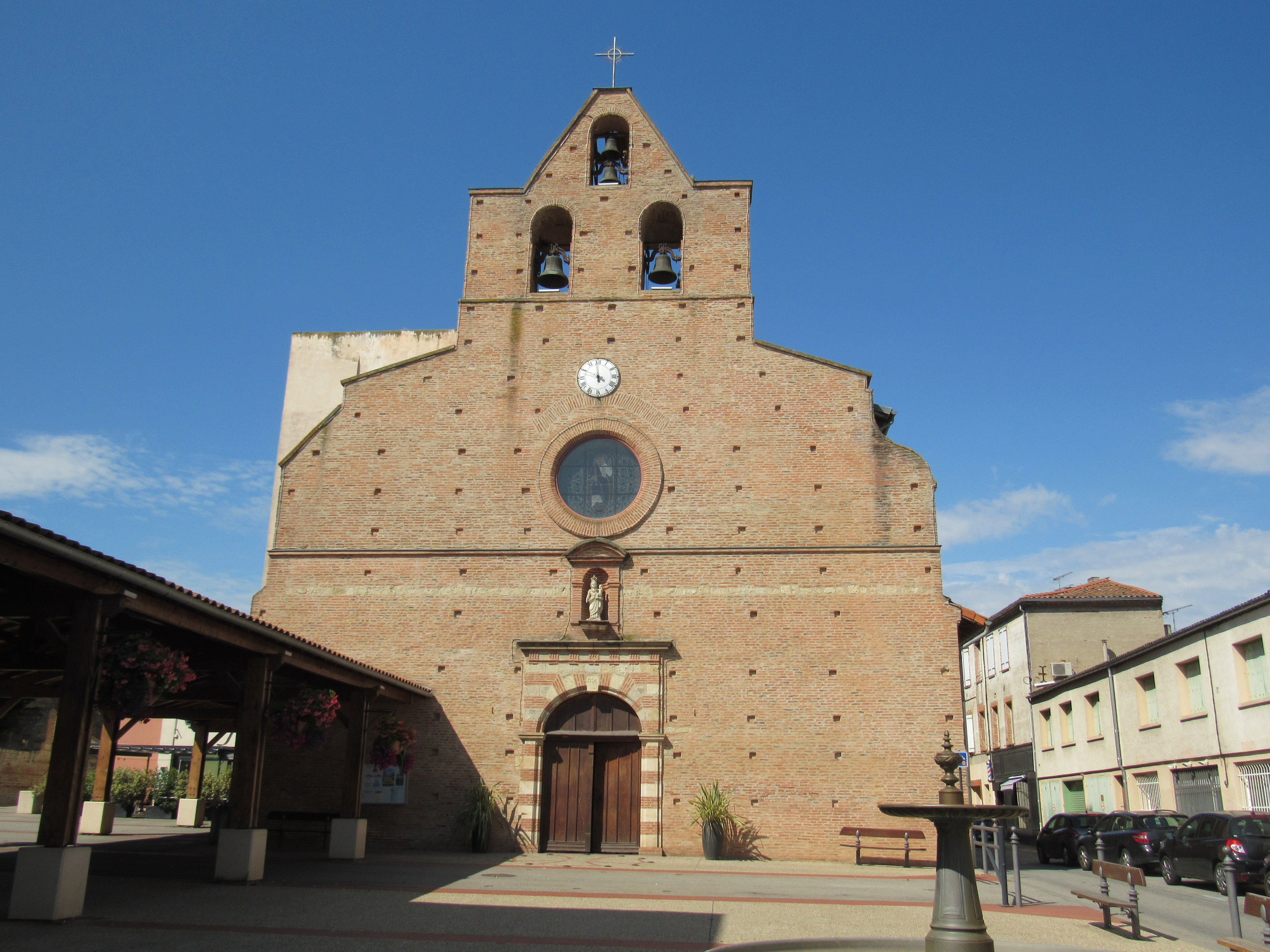
Kerk Notre-Dame

Saverdun bezit nog maar weinig resten van haar middeleeuws verleden. Een uitzondering is de torenruïne van het kasteel van Saverdun, dat buiten de stadsmuren was opgetrokken. Het Hôpital Saint-Jacques (16e-17e eeuw) werd gebouwd als stadspaleis van de familie Durrieu de Madron. De kerk Notre-Dame (1648) heeft twee fresco's die paus Benedictus XII voorstellen, die nabij Saverdun werd geboren.